# Hoplodino
Hoplodino – rodzaj kosarzy z podrzędu Laniatores i rodziny Podoctidae.

## Występowanie
Przedstawiciele rodzaju występują w Azji Południowo-Wschodniej.

## Systematyka
Opisano dotąd 4 gatunki z tego rodzaju:
- Hoplodino continentalis Roewer, 1915
- Hoplodino gapensis Suzuki, 1972
- Hoplodino hoogstraali Suzuki, 1977
- Hoplodino longipalpis Roewer, 1949